# Капель, Артур, 6-й граф Эссекс
Артур Элджернон Капель, 6-й граф Эссекс (англ. Arthur Capell, 6th Earl of Essex; 27 января 1803 — 11 сентября 1892) — английский аристократ и пэр.

## Происхождение
Родился 27 января 1803 года. Старший сын достопочтенного Джона Томаса Капеля (1769—1819) и леди Кэролайн Пэджет (1773—1847). старшей дочери Генри Пейджета, 1-го графа Аксбриджа. Он был внуком Уильяма Кейпелла, 4-го графа Эссекса, от второго брака Уильяма с Гарриет Блейден. При рождении ему дали имя Артур Элджернон Капель, но написание фамилии было законно изменено на Капелль по королевскому разрешению 23 июля 1880 года.
Дядя Артура Элджернона Капелля, Джордж Капель-Конингсби, 5-й граф Эссекс, умер в 1839 году, не оставив наследников, и титул перешел к Артуру. Отец Артура, Джон Томас Капель, был единокровным братом 5-го графа и ближайшим братом мужского пола. Джон Томас умер в 1819 году, и титул перешел к Артуру после смерти Джорджа 23 апреля 1839 года. Он также носил титулы 6-го виконта Молдена и 7-го барона Капеля из Хэдема.

## Карьера

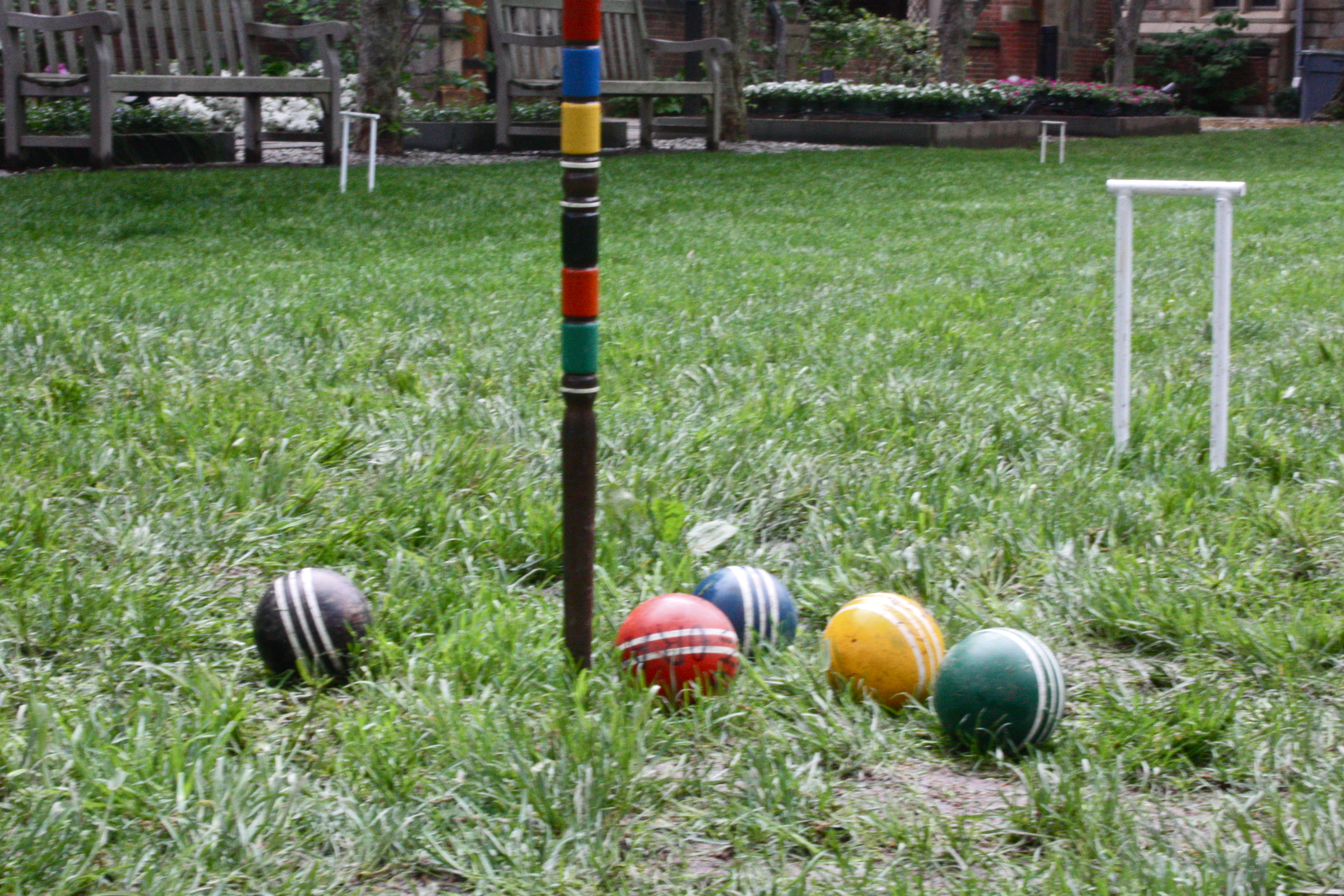
Игра в крокет, популяризированная 6-м графом Эссексом

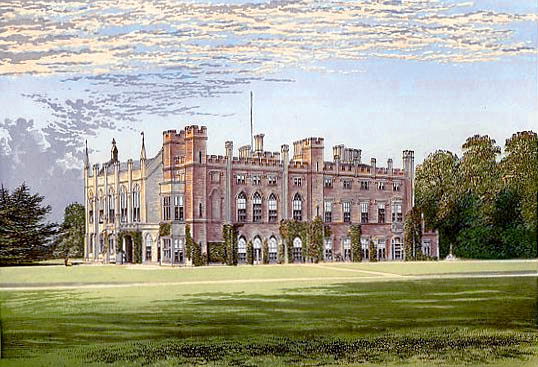
Кассиобери-хаус (1888), каким он был при жизни 6-го графа

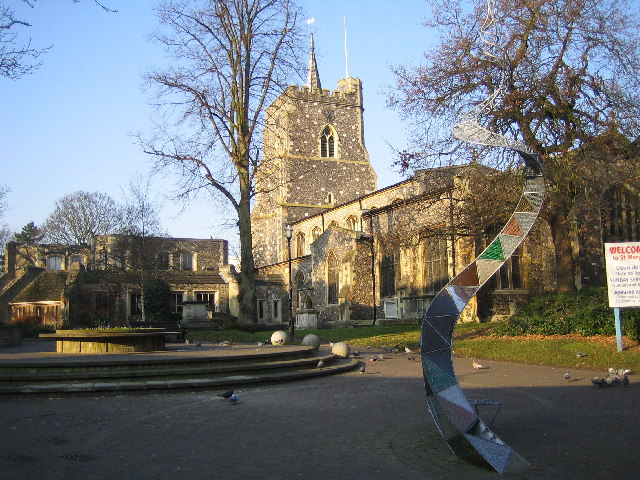
Артур Капелль был похоронен в часовне Эссекса в приходской церкви Святой Марии в Уотфорде.

6-й граф Эссекс любил заниматься благотворительностью и проводить досуг, а также проявлял живой интерес к широкому кругу тем. В 1860-х годах он увлекся новой игрой в крокет. Сады Кассиобери-хауса, семейной резиденции рода Капелей в Уотфорде, Хартфордшир, были одним из первых мест в Британии, где играли в крокет, и граф устраивал там роскошные вечеринки по крокету. Там был разработан особый вариант игры, как подробно описано в «Правилах замка Эглинтон и крокета Кассиобери», опубликованных в 1865 году издательством Рутледж, и граф даже выпустил свой собственный набор для крокета под брендом Cassiobury, изготовленный на его собственных лесопилках в Уотфорде.
Капелл заинтересовался практикой гомеопатии, которая в то время набирала популярность. Он поддерживал деятельность Британской гомеопатической ассоциации и был вице-президентом Лондонской гомеопатической больницы.
Как и многие землевладельцы его времени, граф также проявлял активный интерес к сельскому хозяйству и создал образцовую ферму, Хоум-Фарм, к северу от Кассиобери-хауса. Он был первым президентом Западного Хартфордширского сельскохозяйственного общества, а в августе 1864 года он провел первую выставку садоводческого общества Уотфорда и Ливсдена в садах в Кассиобери. Он также занимал должности мирского настоятеля прихода и президента Добровольной пожарной бригады Уотфорда и Буши. Граф также открыл территорию Кассиобери для местных жителей Уотфорда, разрешив публике свободный доступ в парк при условии, что они не будут устраивать там пикники (открытие территории для публики теперь стало обычной практикой среди землевладельцев, например, в парках замка Арундел, Хэтфилд-хауса, дворца Бленхейм и замка Алник, все из которых продолжают предлагать бесплатный доступ местным жителям и сегодня). В парке проводились матчи по крикету и парады Хартфордширских йоменов.
Премьер-министр Великобритании сэр Роберт Пиль, предложил графу Эссексу должность лорда-лейтенанта Ирландии, но тот отклонил это назначение из-за плохого состояния здоровья.
6-й граф Эссекс был также художником-любителем, и акварель Капелла, изображающая парадную лестницу в Кассиобери-хаусе, теперь висит в музее Уотфорда.

## Личная жизнь
Артур Капель был женат трижды. Его первый брак был заключен 14 июля 1825 года с леди Каролиной Джанеттой Боклерк (28 июня 1804 — 22 августа 1862), дочерью Уильяма Боклерка, 8-го герцога Сент-Олбанса, и Марии Джанетты Нелторп. Дети от первого брака:
- Достопочтенный Артур де Вере Капелль, виконт Молден (22 июля 1826 — 10 марта 1879), который в 1853 году женился на Эмме Марте Мью, третьей дочери сэра Генри Мью, 1-го баронета[13].
- Леди Адела Каролина Гарриет Капелль (4 марта 1828 — 31 декабря 1860), которая в 1858 году вышла замуж во второй раз за Арчибальда Монтгомери, 13-го графа Эглинтона[13]
- Достопочтенный Реджинальд Элджернон Капелль (3 октября 1830 — 31 июля 1906), который в 1858 году женился на Мэри Элизе Фазакерли, дочери Джона Николаса Фазакерли из Бервуд-Парка[13]
- Достопочтенный Рэндольф Альфред Капелль (1831—1857), лейтенант Королевского флота, погибший в Рио-де-Жанейро, Бразилия[13].

После ее смерти он вторично женился 3 июня 1863 года на леди Луизе Каролине Элизабет Бойл (? — 5 мая 1876), старшей дочери Чарльза Бойла, виконта Дангарвана, и леди Кэтрин Сент-Лоуренс (старшая дочь Уильяма Сент-Лоуренса, 2-го графа Хоута), сестре Ричарда Бойла, 9-го графа Корка. Ее отец был старшим сыном и наследником Эдмунда Бойла, 8-го графа Корка. Дети от второго брака:
- Достопочтенный Артур Элджернон Капелль (27 июля 1864 — 18 февраля 1940), в 1890 году он женился на Изабель Энн Уилсон, дочери полковника Таунсенда Уилсона[13].
- Леди Беатрис Мэри Капелль (7 декабря 1870 — 22 января 1954), в 1913 году она вышла замуж за Эдмунда Банбери, сына Фредерика Банбери из Ширли-Хауса, и брата Фредерика Банбери, 1-го барона Банбери из Саутэма[13].

Его третий брак был 25 апреля 1881 года с Луизой Элизабет (урожденной Хенидж) Пэджет (? — 25 января 1914), вдовой лорда Джорджа Пэджета и дочерью Чарльза Фиески Хениджа и достопочтенной Луизы Элизабет Грейвс (дочери Томаса Грейвса, 2-го барона Грейвса). У них не было детей, и Луиза пережила Артура Капелля на 22 года.
Артур Элджернон Капелль скончался 11 сентября 1892 года в возрасте 89 лет. Его старший сын, Артур де Вер Капель, виконт Молден, умер в 1879 году в возрасте 52 лет, и поэтому титул графа Эссекса перешел к внуку Артура Элджернона, Джорджу Капеллю.
Он держал почти 15 000 акров в Англии и Ирландии.